# Aserbaidschanische Popmusik
Aserbaidschanische Popmusik (aserbaidschanisch Azərbaycan pop musiqisi) hatte ihre Anfänge in den späten 1950er Jahren mit aserbaidschanischen Coverversionen einer breiten Palette von importierten populären Stilen, darunter Rock and Roll, Tango und Jazz. Als sich weitere Stile herauskristallisierten, wurden sie auch übernommen, wie Hip-Hop, Rock und Reggae.

## Geschichte

### 1960er Jahre
Die frühen 1960er Jahre waren wahrscheinlich die Ära, in der die aserbaidschanische Popmusik am meisten vom Gruppenformat abhängig war, mit Pop-Acts wie Rockbands, die Gitarren und Schlagzeug spielten, mit gelegentlichem Hinzufügen von Keyboards oder Orchestrierung. Klassische Pop-Folkmusik erfreute sich in dieser Zeit großer Beliebtheit, mit Künstlern wie Anatollu Ganiyev, Muslim Magomayev and Shahlar Guliyev.

### 1970er Jahre
Die aserbaidschanische Popmusik erlebte in den späten 1970er Jahren ein goldenes Zeitalter der Produktivität, das durch den Aufstieg einer neuen Musikergeneration gekennzeichnet war. Die klassischen Popkünstler wie Rashid Behbudov, Mirza Babayev, Flora Karimova, Shovkat Alakbarova, Ogtay Aghayev, und Gulagha Mammadov erlebten zu Beginn des Jahrzehnts ihren größten Erfolg und konnten ihre Popularität über die gesamte Musikgeschichte erhalten.

### 1980er Jahre
Akif Islamzade galt oft als einer der erfolgreichsten und einflussreichsten aserbaidschanischen Popkünstler der frühen 1980er Jahre.
Baku chanson, ein Subgenre des Russian chanson, erfreute sich seit Mitte der 80er Jahre zunehmender Beliebtheit. Künstler wie Eyyub Yaqubov brachten 1992 das Baku-Chanson zur Popularität. Viele Künstler waren jedoch mit ihrem Erfolg unzufrieden und misstrauisch gegenüber dem Chanson-Label.

### 1990er Jahre
Anfang der 1990er Jahre wurden die Musik-Charts des Landes von Popsängern mit nur tangentialen Einflüssen aus der regionalen Musik wie Niyameddin Musayev und Baloghlan Ashrafov, dominiert, ein Trend, der sich seitdem fortgesetzt hat.
Während in den 1990er Jahren die Single-Charts von Boybands und Girlgroups wie Karvan und W Trio dominiert wurden, erfreuten sich auch Künstler wie Aygün Kazımova, Faig Aghayev, Samir Bagirov, Zulfiyya Khanbabayeva und Brilliant Dadasheva ihres bisher größten Mainstream-Erfolges, und der Aufstieg der Weltmusik trug dazu bei, die Popularität der Volksmusik zu beleben.
Während des Berg-Karabach-Krieges stand im krassen Gegensatz zur fröhlichen Tanzmusik-Szene der aufkommende Militär-Autorenmusik, der als Teil der unabhängigen oder alternativen Folkszenen der 1990er Jahre entstand, unter der Führung von Künstlern wie Shamistan Alizamanli und Mubariz Taghiyev.

### 2000er Jahre
Der Durchbruch der aserbaidschanischen Popsängerin Röya Anfang der 2000er Jahre führte zu ihrem großen internationalen Erfolg in vielen türkischsprachigen Ländern, insbesondere im iranischen Aserbaidschan und in der Türkei.
Zu Beginn des neuen Jahrtausends, als die Talentwettbewerber eine der wichtigsten Kräfte in der Popmusik waren, gab das Land seinen ersten Auftritt beim Eurovision Song Contest 2008 Eurovision Song Contest. Der Beitritt des Landes erreichte 2009 den dritten Platz und im folgenden Jahr den fünften Platz. Ell und Nikki gewannen den ersten Platz beim Eurovision Song Contest 2011 mit dem Song Running Scared, der Aserbaidschan berechtigt, den Wettbewerb 2012 in Baku auszurichten. Ell and Nikki gewannen den ersten Platz beim Eurovision Song Contest 2011 mit dem Lied Running Scared, weshalb Aserbaidschan den Eurovision Song Contest 2012 in Baku ausrichtete.
Im Gegensatz dazu argumentieren viele Musikkritiker, dass die Welle von Wettbewerben und Reality-Shows wie Yeni Ulduz (Pop Idol) im aserbaidschanischen Fernsehen nur das flache Bild der Popindustrie bereichert habe und als Grund dafür angeführt werde, dass Underground und reaktionäre Musik immer beliebter werden.

### 2010er Jahre
Geprägt von der Globalisierung der Weltmusik, sind Elektropop, Dance-Pop, Synthpop und Electrohop, zusammen mit anderen Formen von Tanz, Electronica und Popmusik, die in den 1980er Jahren begannen, in den frühen 2010er Jahren zur dominanten Musikform in Aserbaidschan geworden.
Trotz der kommerziellen Dominanz von Hip-Hop und Pop in dieser Zeit fand der Rapper Miri Yusif mit seinem Reggae- und Soul-Fusion-Album Karma Erfolg, das 2010 auf Platz 1 in der aserbaidschanischen Albenübersicht stand. 2018 gehörte der meistgesehene aserbaidschanische Song auch Miri Yusif „Ad günü“ (ft. Dilara Kazimova). Die aserbaidschanische Popmusikindustrie wächst mit Youtube Mashups weiter.

## Interpreten (Auswahl)

### Solokünstler

#### Frauen
|                                                  |  |  |
| Sabina Babayeva, Safura Alizadeh, Flora Karimova |  |  |

- Aygün Kazımova
- Röya Ayxan
- Tunzala Aghayeva
- Shovkat Alakbarova
- Sevda Alakbarzadeh
- Nushaba Alasgarly
- Safura Alizadeh
- Sheyla
- Sabina Babayeva
- Elnara
- Nazpari Dostaliyeva
- Khumar Gadimova
- Ilhama Gasimova
- Irada Ibrahimova
- Nigar Jamal
- Manana Japaridze
- Flora Karimova
- Konul Karimova
- Dilara Kazimova
- Zulfiyya Khanbabayeva
- Zeynab Khanlarova
- Elariz Mammadoğlu
- Aysel Teymurzadeh

#### Männer
|                                 |  |
| Muslim Magomayev, Eldar Gasimov |  |

- Emin Ağalarov
- Aghadadash Aghayev
- Faig Aghayev
- Samir Bagirov
- Ogtay Aghayev
- Shamistan Alizamanli
- Mirza Babayev
- Abbas Baghirov
- Rashid Behbudov
- Bülbül
- Polad Bülbüloğlu
- Nadir Gafarzade
- Eldar Gasimov
- Talıb Tale
- Huseynagha Hadiyev
- Akif Islamzade
- Muslim Magomayev
- Farid Mammadov
- Adalet Shukurov
- Mubariz Taghiyev
- Eyyub Yaqubov
- Miri Yusif

#### Gruppen
- Ell & Nikki